# Taiwan ai Giochi della XX Olimpiade
Taiwan partecipò ai Giochi della XX Olimpiade che si sono svolti a Monaco di Baviera dal 26 agosto all'11 settembre 1972, con la denominazione di Repubblica di Cina. Fu l'ottava ed ultima partecipazione di questo stato ai Giochi estivi con tale denominazione: Taiwan si sarebbe ripresentata alle Olimpiadi nel 1980 sotto il nome di Taipei Cinese. La delegazione era composta da 21 atleti impegnati in 10 discipline per un totale di 41 competizioni. Non fu conquistata nessuna medaglia.